# F-Secure
F-Secure plc (precedentemente chiamata Data Fellows) è un'azienda di prodotti software antivirus e per la sicurezza dei computer, che ha sede a Helsinki, Finlandia. L'azienda possiede numerose filiali negli Stati Uniti e in Giappone, dove operano analisti di antivirus e viene sviluppato il software. F-Secure Corp. È quotata alla Borsa di Helsinki con il simbolo FSC.
Mikko Hyppönen è il chief technical officer dell'azienda, nonché responsabile del reparto sviluppo.
F-Secure compete nell'industria degli AntiVirus contro Avira, Kaspersky, McAfee, Panda Security, Sophos e Symantec tra gli altri.

## Prodotti
L'azienda vende software per la sicurezza per combattere i codici maligni su diverse piattaforme:
- I prodotti F-Secure compatibili con i PC IBM tradizionalmente hanno avuto un'enfasi soprattutto per la protezione della piattaforma Microsoft Windows, ma le versioni Linux parallele sono state introdotte durante il 2004 e il 2005.
- F-Secure è uno dei leader nel combattere le minacce maligne nei dispositivi mobile. Sono disponibili software per la sicurezza dei dispositivi iOS, Windows Phone e degli smartphone Android. Il blog dell'azienda segue molto attentamente la situazione dei malware mobile ed è stato votato come uno dei 500 blog più frequentati[senza fonte]. L'azienda inoltre sostiene di essere il primo produttore di antivirus ad essere presente sul Web prima del 1994.[senza fonte]
- F-Secure ha costruito relazioni con gli operatori della telefonia mobile e con i provider ISP per fornire le proprie soluzioni di sicurezza come soluzione totale per i clienti. Questo è un segmento del mercato in forte crescita.
- I prodotti F-Secure per i PC hanno una tecnologia antivirus esclusiva denominata CounterSign, basata su un motore di scansione multiplo per l'identificazione dei malware e degli adware come pure la detenzione dei rootkit. F-Secure ha sottoscritto contratti OEM con diversi produttori di prodotti per la sicurezza per integrare tecnologie di rilevamento efficaci nelle sue offerte.

## Storia
F-Secure è storicamente legata alla FRISK Software International, una compagnia situata in Islanda, che produce l'antivirus F-Prot. L'originale F-Prot riuniva esperti e ricercatori di antivirus islandese, finlandesi e americani che si divisero nei primi anni novanta e le compagnie risultanti si divisero il mercato globale. All'inizio i prodotti Data Fellows furono denominati come "F-Prot Professional". A partire dal 2006, la possibilità di rilevazione dei macro-virus del motore di scansione di F-prot Frisk era ancora presente nei prodotti F-Secure.
Nel novembre 2005, F-Secure acquistò ROMmon, un gruppo per la sicurezza informatica per il controllo delle email spam, attacchi di sistemi e abuso della rete.

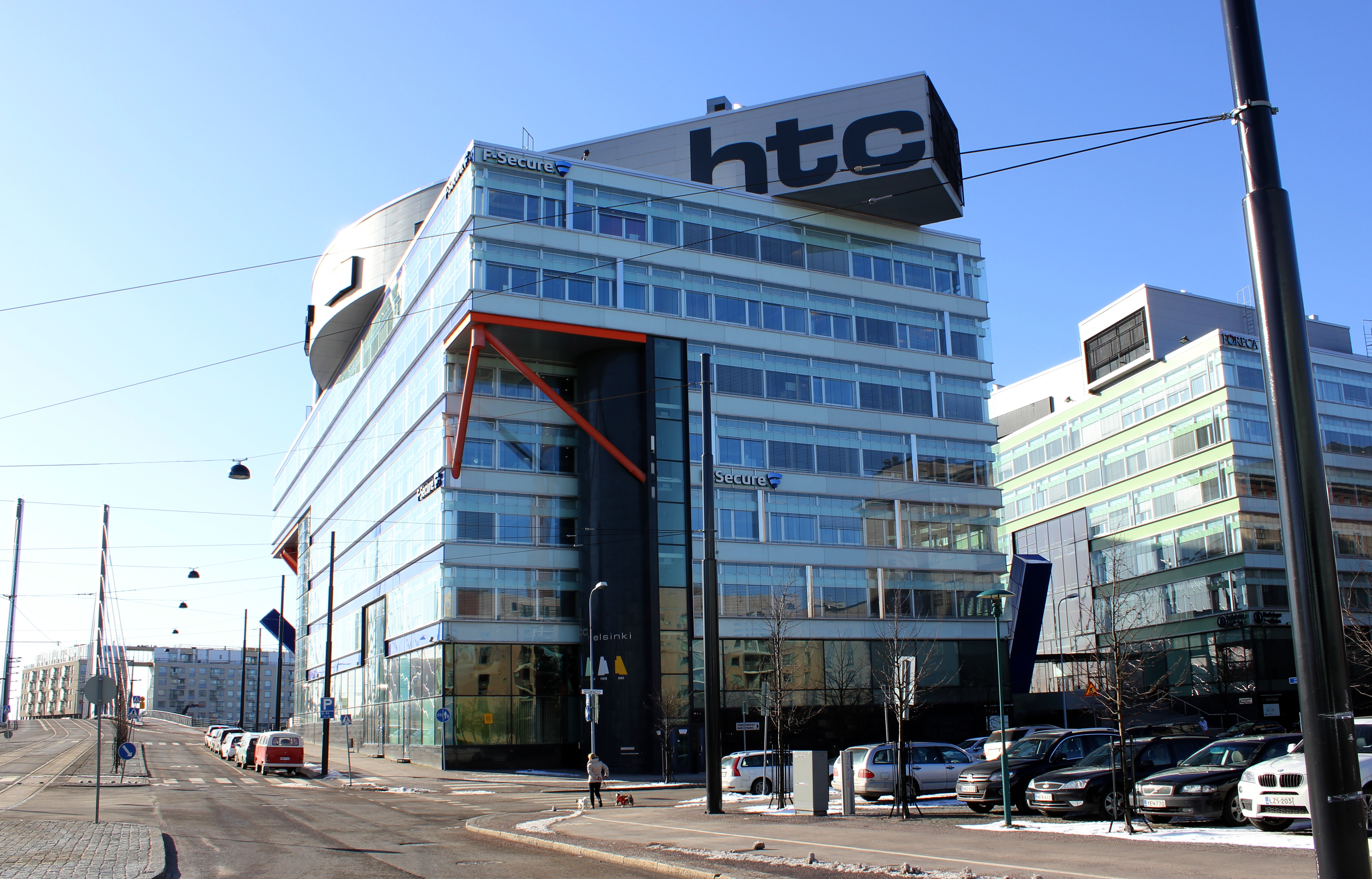
Quartier generale in Helsinki

## Shaw Secure
In abbinamento con Internet via cavo di Shaw, i clienti ricevono un programma fatto da F-Secure, che è essenzialmente lo stesso delle altre applicazioni F-Secure.
F-Secure inoltre contribuisce ad oltre 140 suite di sicurezza, come Charter Communications, Dish Network, Cincinnati Bell, Embarq, Liberty Media, Cogeco, France Telecom, Deutsche Telekom e Optusnet.

## Riconoscimenti
Nel 2006, F-Secure Anti-Virus ricevette il TopTenReviews Bronze Award.
F-Secure Anti-Virus 2007 vinse il test di MikroBitti dei software antivirus, contro Norton, McAfee, Panda e TrendMicro.
L'azienda fu riconosciuta come il numero uno nel Consumer Reports 2006 Security Round Up.